# Bethel (Vermont)
Bethel és una població dels Estats Units a l'estat de Vermont. Segons el cens del 2000 tenia 1.968 habitants.

## Demografia
Segons el cens del 2000, Bethel tenia 1.968 habitants, 817 habitatges, i 548 famílies. La densitat de població era de 16,8 habitants per km².
Dels 817 habitatges en un 30,8% hi vivien nens de menys de 18 anys, en un 53,2% hi vivien parelles casades, en un 9,9% dones solteres, i en un 32,9% no eren unitats familiars. En el 25,9% dels habitatges hi vivien persones soles el 10% de les quals corresponia a persones de 65 anys o més que vivien soles. El nombre mitjà de persones vivint en cada habitatge era de 2,41 i el nombre mitjà de persones que vivien en cada família era de 2,87.
Per edats la població es repartia de la següent manera: un 24,7% tenia menys de 18 anys, un 6,3% entre 18 i 24, un 28,8% entre 25 i 44, un 27,3% de 45 a 60 i un 13% 65 anys o més.
L'edat mediana era de 39 anys. Per cada 100 dones de 18 o més anys hi havia 94 homes.
La renda mediana per habitatge era de 34.141 $ i la renda mediana per família de 41.250 $. Els homes tenien una renda mediana de 30.109 $ mentre que les dones 21.829 $. La renda per capita de la població era de 17.577 $. Entorn del 7,9% de les famílies i el 10,6% de la població estaven per davall del llindar de pobresa.